# Балкбрюг
Балкбрюг (нід. Balkbrug) — село в нідерландській провінції Оверейсел. Входить до муніципалітету Гарденберг.
Його площа становить 39,26 км², а населення станом на 2021 рік складало 3 980 осіб.